# Лютневый клавесин

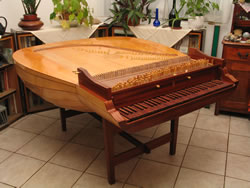
Лаутенверк (современная реконструкция)

Лютневый клавесин, также ла́утенверк, лютневый клавир, арпикитаррон (итал. arpicordo leutato, arpichitarrone, нем. Lautenklavier, Lautenwerck, Theorbenflügel, англ. lute-harpsichord) — музыкальный инструмент, разновидность клавесина с жильными струнами, распространённая в эпоху барокко. Звук инструмента напоминает звук лютни (отсюда название).

## Конструктивные особенности
Лютневый клавесин мог быть одномануальным, либо иметь несколько (два, реже три) мануала. Корпус напоминал раковину (как у лютни). Жильные струны предназначались для среднего и верхнего регистров (как у лютни или арфы). В отличие от клавесина струны защипывались значительно дальше от нижнего порожка, что давало гораздо более мягкую атаку звука.

## Исторический очерк
Исторические экземпляры лютневого клавесина не сохранились. Предполагается, что именно его имел в виду немецкий теоретик Себастьян Вирдунг под инструментом, описанным им под названием harpventif («Musica getutscht», 1511); по другой точке зрения, Вирдунг описывал «арфовый» клавесин, т.е. клавишный инструмент, имитировавший звучание арфы. Лютневый клавесин под названием arpicordo leutato описал в пособии для органистов «Звучащий орган» («L’organo suonarino», 2-я ред., 1611) итальянец Адриано Банкьери. По-видимому, лютневый клавесин во времена Банкьери был весьма распространён, так как автор на страницах трактата предложил новую басовую модификацию инструмента (для игры basso continuo). Эту модификацию он назвал arpitarrone, от сочетания слов arpicordo (клавесин) и chitarronе (китаррон, басовая разновидность лютни). В Германии XVIII века лютневые клавесины различной конструкции изготавливали Иоганн Кристоф Фляйшер (обозначал его как «теорба-клавир», Theorbenflügel), Захария Хильдебрандт, Иоганн Николаус Бах. Якоб Адлунг посвятил лютневому клавесину главу своего трактата «Musica mechanica organoedi» (часть II, 1768). Он описывал Lautenwerk как «красивейший из всех клавишных инструментов после органа... инструмент близок лютне не только по тембру, но и по диапазону и по изяществу звучания». Единственный недостаток лаутенверка заключался в отсутствии динамической палитры — оттенков громкости, которые доступны обычной лютне.
Два лютневых клавесина упоминаются в посмертной описи имущества И.С.Баха. По утверждению его ученика И.Ф.Агриколы, Бах собственноручно сделал чертёж басовой модификации лаутенверка и заказал его мастеру Хильдебрандту. Агрикола писал, что инструмент Баха звучал «как теорба» и имитировал лютню настолько хорошо, что «мог ввести в заблуждение даже профессиональных лютнистов». По крайней мере, одно сочинение Баха — сюита e-moll (BWV 996) — было написано для лаутенверка (автограф не сохранился). Как считают баховеды, для этого инструмента, возможно, также написаны сюита c-moll (BWV 997) и Прелюдия, фуга и аллегро (BWV 998). Аутентисты исполняют на лаутенверке также его лютневые обработки сочинений, первоначально написанных для других инструментов, и собственно сочинения для лютни (BWV 995, BWV 999, BWV 1000, BWV 1006a).